# Auvere (stacja kolejowa)
Auvere – stacja kolejowa w miejscowości Auvere, w prowincji Virumaa Wschodnia, w Estonii. Położona jest na linii Tallinn - Narwa. 

## Historia
Stacja powstała w czasach carskich na Kolei Bałtyckiej. Nosiła wówczas nazwę Korf (ros. Корфъ).

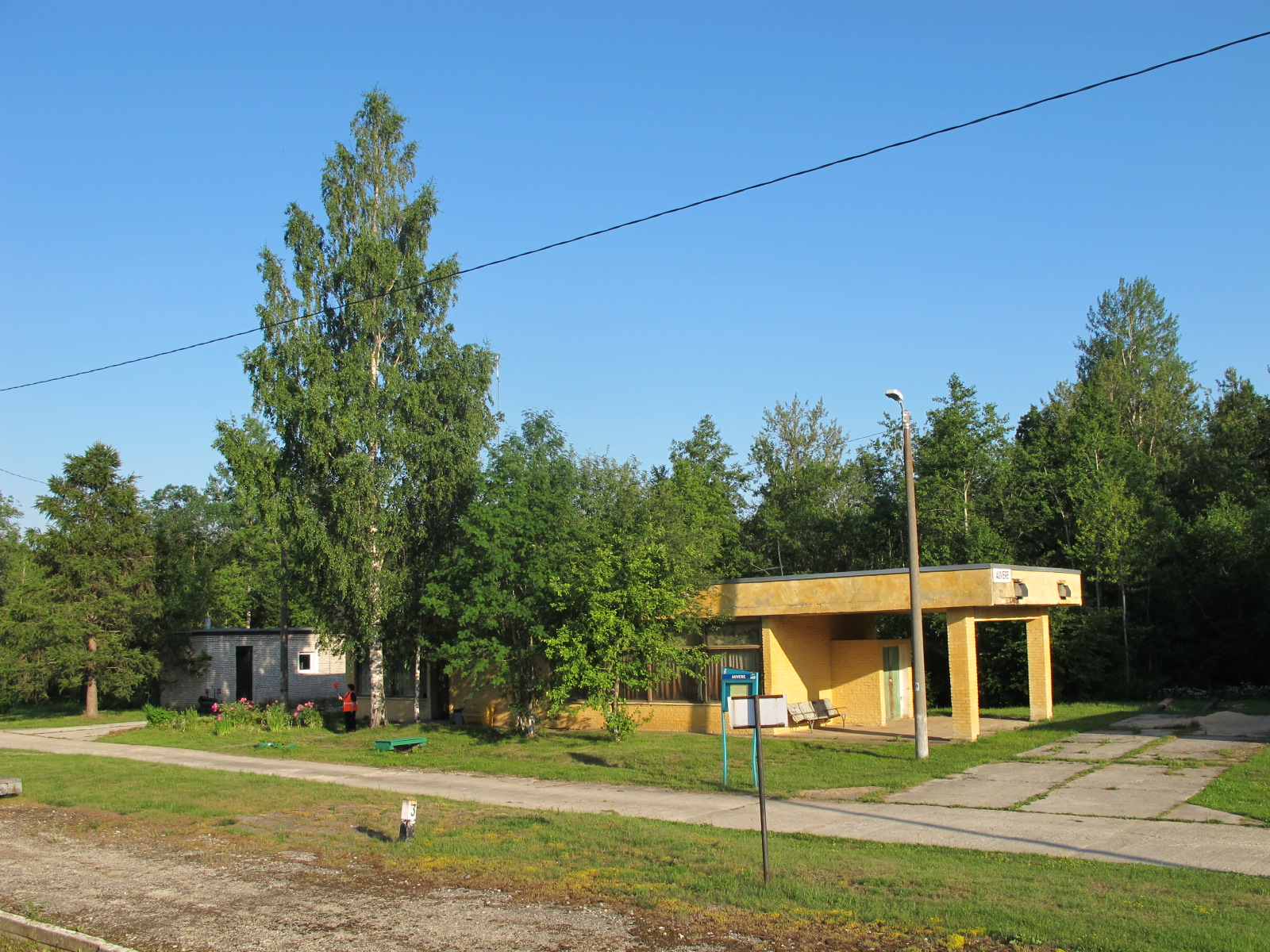
budynek stacyjny przed rozbiórką
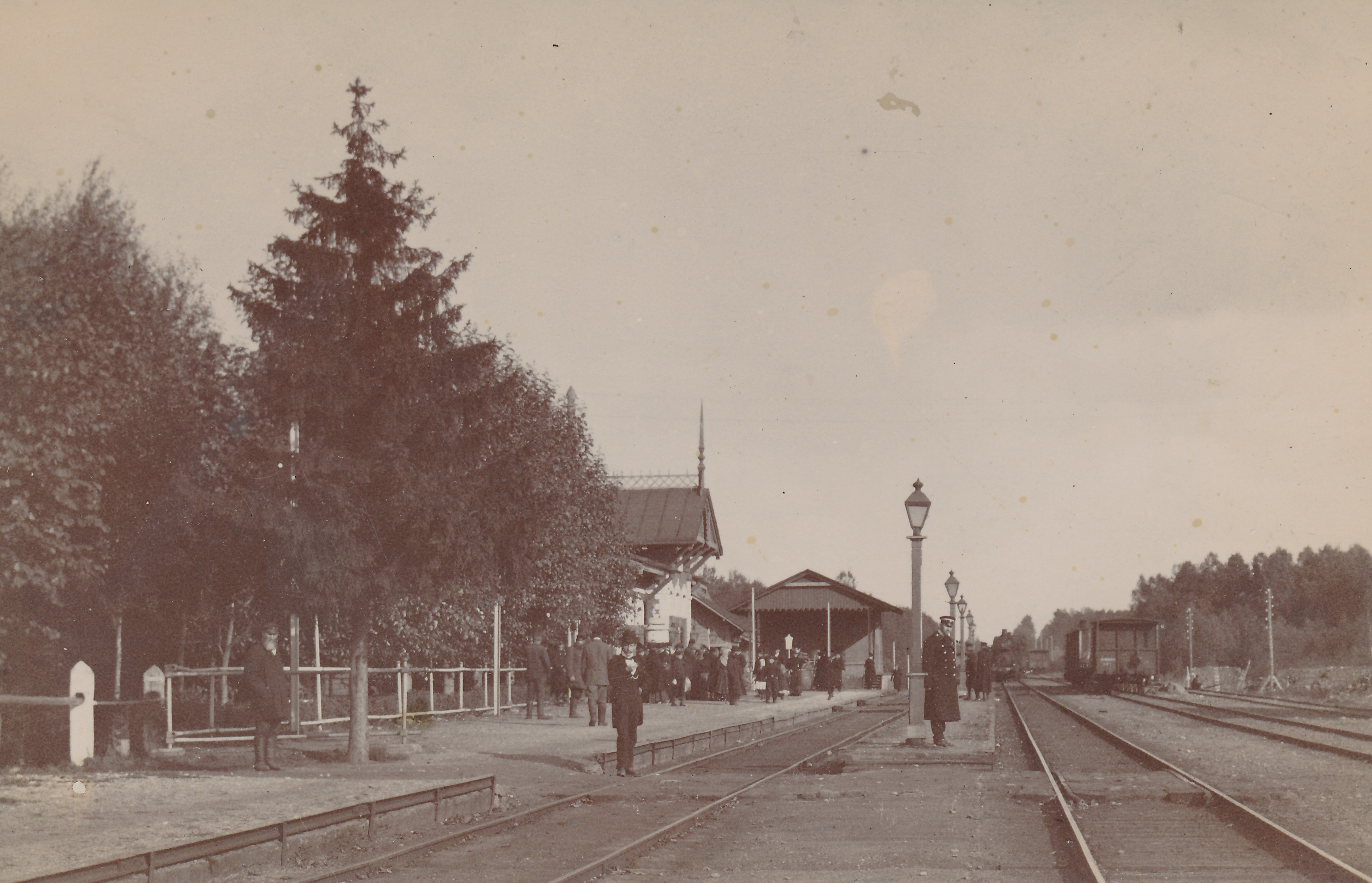
stacja w 1910
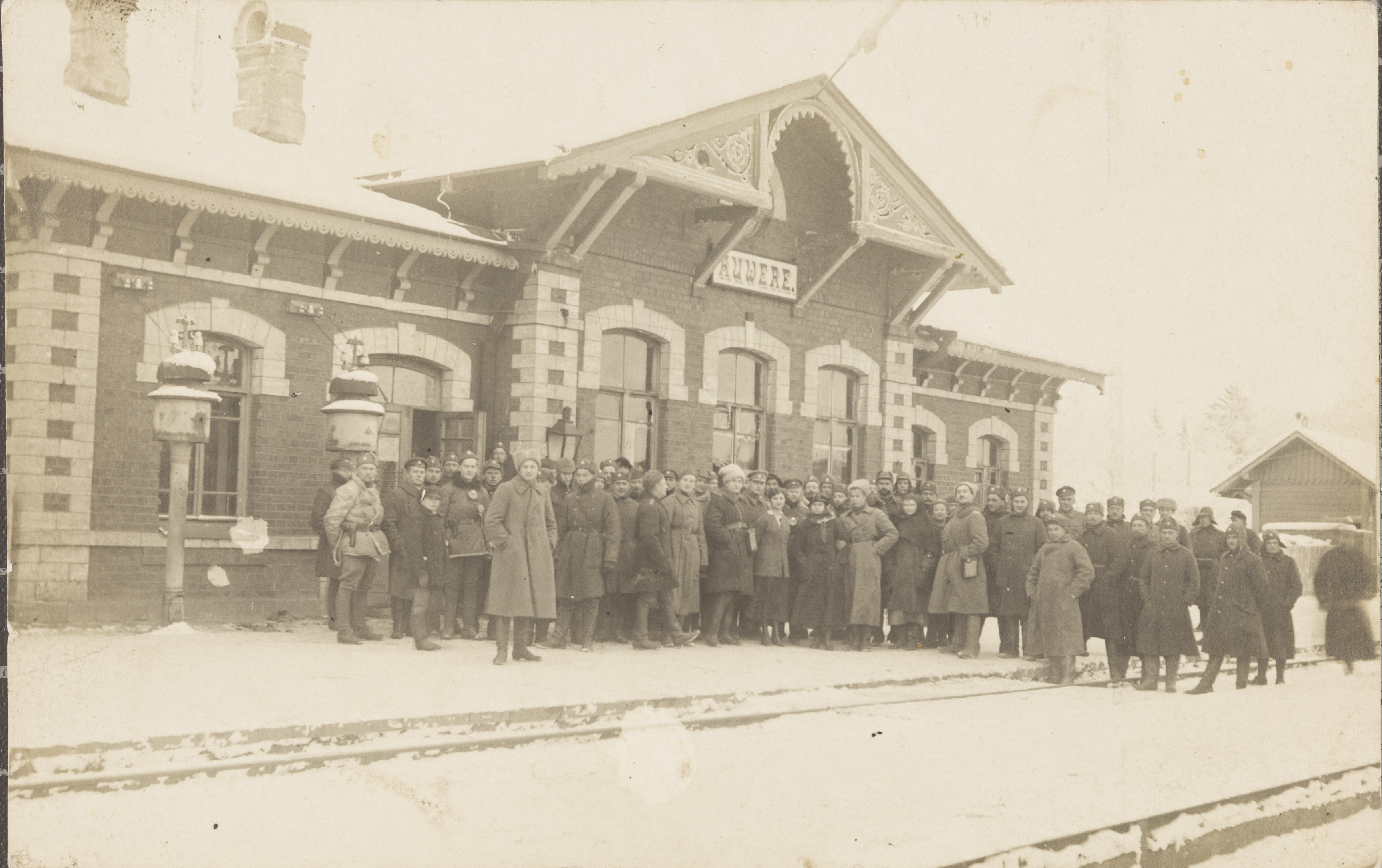
stacja ok. 1919